# Хайнрих I фон Цвайбрюкен-Бич-Оксенщайн
Хайнрих I фон Цвайбрюкен-Бич-Оксенщайн (на немски: Heinrich I von Zweibrücken-Bitsch-Ochsenstein; * пр. 1422; † пр. 14 май 1453) от род Валрамиди е граф на Цвайбрюкен-Оксенщайн и господар на Бич (на френски: Pays de Bitche). Той основава линията Цвайбрюкен-Бич-Оксенщайн.

## Произход
Той е син на Симон IV фон Цвайбрюкен-Бич († 1406/1407) и съпругата му Хилдегард фон Лихтенберг († сл. 1436), дъщеря наследничка на Хайнрих IV фон Лихтенберг-Лихтенау († 1393) и Аделхайд фон Велденц-Геролдсек († 1411).
Братовчедите му Симон V Векер († сл. 1426) и Фридрих II († 1474), синовете на чичо му Ханеман II фон Цвайбрюкен-Бич и Имагина фон Йотинген, са графове на Цвайбрюкен-Бич (1418 – 1474).
Хайнрих I фон Цвайбрюкен-Оксенщайн-Бич чрез женитбата си 1442 г. за Кунигунда фон Оксенщайн основава линията Цвайбрюкен-Бич-Оксенщайн. Той умира пр. 14 май 1453 г. и е погребан в Ингвайлер.

## Фамилия
Хайнрих I фон Цвайбрюкен-Оксенщайн-Бич се сгодява на 1 октомври 1440 г. и се жени на 26 януари 1442 г. за Кунигунда фон Оксенщайн (* 1422; † 27 февруари 1443), дъщеря на Фолмар фон Оксенщайн († 1426) и Аделхайд фон Хоен-Геролдсек († 1440/1454). Те имат един син:
- Хайнрих II фон Цвайбрюкен-Бич-Оксенщайн (* 1443; † между 3 март 1499 и 1 март 1500), граф на Цвайбрюкен, господар на Бич и Оксенщайн, сгоден на 23 септември 1477 г., женен на 29 ноември 1477 г. във Вайтерсвайлер за Барбара фон Тенген-Неленбург († 1489/пр. 1492), вдовица на граф Улрих фон Йотинген-Флохберг († 28 май 1477), дъщеря на Йохан V фон Неленбург († 1484) и Берта фон Кирхберг († 1482)

## Галерия
- Гербът на род Оксенщайн
- Грос-Оксенщайн, 19 век
- Оксенщайн в Елзас, 16 век]